# Aleksy Kowalik
Aleksy Kowalik (ur. 23 lipca 1915 w Łobodnie, zm. 10 lipca 2011 w Blachowni) – żołnierz Wojska Polskiego II RP, członek załogi i obrońca Wojskowej Składnicy Tranzytowej na Westerplatte w kampanii wrześniowej 1939.

## Życiorys
Urodził się 23 lipca 1915 we wsi Łobodno w ówczesnym powiecie częstochowskim jako syn Szymona i Antoniny. Skończył cztery klasy szkoły powszechnej, pracował jako rolnik. Służbę wojskową odbywał w latach 1938-1939 w 77 Pułku Piechoty Legionów z Lidy, skąd został skierowany na Westerplatte 31 lipca 1939. Służył w stopniu starszego strzelca, obsługiwał działko przeciwpancerne. W czasie obrony Westerplatte wyróżnił się strzałem, który doprowadził do eksplozji cysterny z benzolem, którą Niemcy chcieli przepchnąć na polskie pozycje, w celu utorowania drogi ataku od nasady półwyspu. W czasie walk został ranny, trafił do obozu jenieckiego, pracował też jako robotnik przymusowy w Prusach Wschodnich. Doczekał wyzwolenia w gospodarstwie rolnym w okolicach Luksemburga, gdzie skierowano go w 1941.
Na początku 1947 wrócił do Polski. W 1950 ożenił się i zamieszkał w Blachowni koło Częstochowy. Do 1971 był rolnikiem, potem został zatrudniony jako wartownik straży przemysłowej w Zakładzie Elektro-Metalurgicznym „Blachownia” w Blachowni. W 1981 odszedł na emeryturę, a w 1989 otrzymał nominację na stopień podporucznika w stanie spoczynku.
W 1999 otrzymał tytuł Honorowego Obywatela Gdańska w ramach akcji nadawania go wszystkim obrońcom Westerplatte.
Zmarł 10 lipca 2011 w Blachowni. Dwa dni później został pochowany na tamtejszym cmentarzu przy parafii Najświętszego Zbawiciela.

## Odznaczenia
- Krzyż Srebrny Orderu Virtuti Militari (1989)
- Krzyż Kawalerski Orderu Odrodzenia Polski (1974)
- Krzyż Walecznych
- Odznaka "Za zasługi dla ZKRPiBWP"